# トーマス・ウィン
トーマス・クレイ・ウィン（英: Thomas Clay Winn,1851年6月29日-1931年2月8日）は、明治時代の日本で活躍したアメリカ合衆国の宣教師。

## 生涯
アメリカのジョージア州フレミントンのジョン・ウィン牧師の第3子として生まれる。祖母のフェーベ・ブラウン(Phebe H. Brown)と伯父のサミュエル・ブラウンの影響を受けて海外宣教の夢を持っていた。
アマースト大学とシカゴのマコーミック神学校を卒業する。1877年、ユニオン神学校を卒業した後、イライザーと結婚して、1877年（明治10年）12月に横浜に入港、横浜のジェームズ・バラの塾を助ける。
1879年（明治12年）にヘボンの推薦で石川県中学師範学校の英語教師になるために、妻のイライザ、教育宣教師のM・T・トゥルー、伝道師の林清吉、出口清子らと共に金沢に赴任する。県令千阪高雅の許可を得て、キリスト教の講義所を作り、10月5日北陸最初の礼拝を行う。1881年（明治14年）には大手町の講義所で日本基督一致教会金沢教会（現、日本基督教団金沢教会）を設立した。1882年（明治15年）には私立愛真学校（北陸英学校）を設立する。
1883年（明治16年）には中田久吉や長尾巻、長尾八之門、狩谷芳斎らに洗礼を授ける。
師範学校の契約の終了後も金沢に留まり活動して、1884年（明治17年）には北陸学院の前身である、女子塾（私立金沢女学校）を開いて教育と伝道を行った他、当時流行っていた自転車の修理を石野義延氏（後に石野自転車商会を創業）に教える等、金沢の発展にも貢献。ウィン夫妻は、19年間金沢で活動した。その後、大阪で伝道する。1906年（明治39年）には日本基督教会の会員の陸軍軍人の日匹信亮の求めで、満州に渡り伝道をする。1912年（大正元年）妻イライザーが60歳で急死する。1917年下関で、フローレンスと再婚する。
1923年（大正12年）まで満州で伝道を続けて、この年宣教師としての伝道生活を引退する。帰国して下関で1年過ごしたのち、1924年（大正13年）米国に帰国する。その後、妻が北陸学院教授に招聘されたので、1930年（昭和5年）には金沢に戻り、金沢教会と殿町（金沢元町）教会の両教会の奉仕をする。1931年（昭和6年）2月8日金沢教会の礼拝中に急逝する。

## 死後
- 後に、中沢正七が「日本の使徒トマス・ウィン伝」という伝記を表した。
- ウィン一家が住んだ家は、旧ウィン館として金沢市の文化財として保存されている。
- 軽井沢に建てた別荘は、のちに歌人の片山広子が所有し、堀辰雄、芥川龍之介、室生犀星などが集った。個人所有で現存している。なおウィンの娘ジュリア（Julia Katrina Winn）は、1899年に軽井沢ユニオンチャーチで結婚式を挙げている[5]。
- 次男ジョージ・ウィンは朝鮮伝道に従事した。
- 3男マール・ウィンは金沢伝道に生涯を捧げた。
- 次男ジョージ・ウィンの息子のマール・ウィンは同志社大学教授になった。